# Kalla Wefel

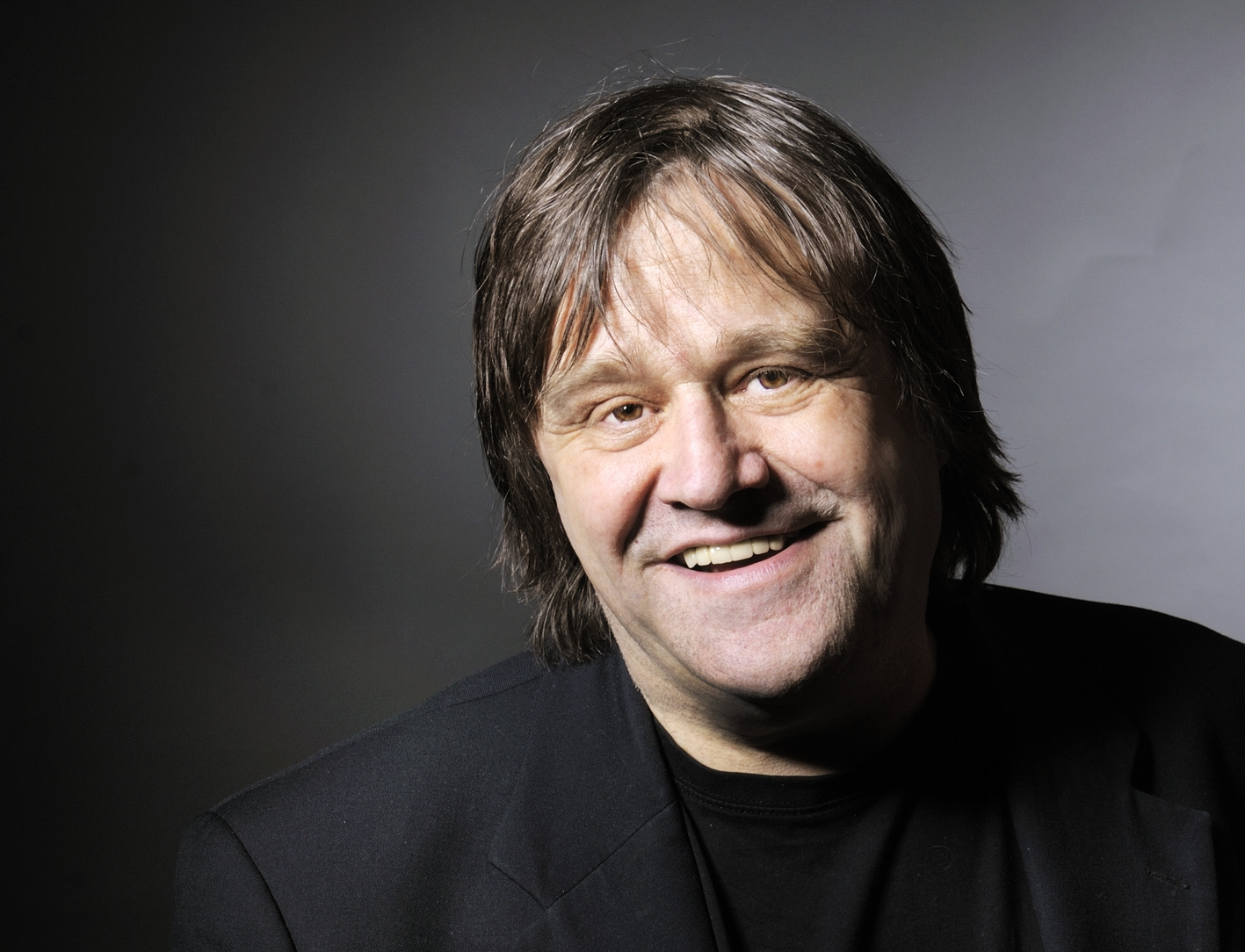
Kalla Wefel 2012

Kalla Wefel (* 9. Oktober 1951 als Karl-Heinz Wefel in Osnabrück) ist ein deutscher Kabarettist, Autor und Musiker.

## Leben und Wirken
Kalla Wefel studierte Germanistik, Sport und Philosophie.
1974 gründete Wefel die Hamburger Politrockband Oktober, mit der er vier Alben veröffentlichte. Das dritte Album entstand gemeinsam mit der österreichischen Folkrockband Schmetterlinge. 1980 löste sich Oktober auf. 1982 gründete er nach einem kurzen Aufenthalt in Kanada die New-Wave-Band Clinch und veröffentlichte im gleichen Jahr die LP Gefühlsalarm und die Singleauskopplung Hallo, Vater!
Wefel arbeitete längere Zeit als Taxifahrer. Diese Erfahrungen mündeten 1987 in seiner ersten Buchveröffentlichung mit der Taxifahrer-Biographie Sind Sie frei? im Metta-Kinau-Verlag. Weitere Buchveröffentlichungen hatte er im Geest-Verlag und im Schwarzkopf & Schwarzkopf Verlag sowie in den 1990ern als Übersetzer aus dem Englischen von jeweils elf Titeln von Tom Holt und James White (Orbit-Hospital) und einen Titel von Kathryn Harvey alias Barbara Wood. Selbstpublikationen legte er u. a. mit Books on Demand sowie unter dem Label „VIH Verlag Internationaler Heimatabend“ bzw. „Independently published“ vor. Darüber hinaus veröffentlichte Wefel als Journalist Beiträge für die Zeitschrift Tempo.
Gemeinsam mit Claus Dethleff gründete er 1989 das Kabarattduo Spvg. Turn & Taxis. Mit den Programmen Sind Sie frei? und Jemand zugestiegen? tourte das Duo bis 1996 durch deutschsprachige Länder. 1997 hatte Wefels erstes Soloprogramm Immer locker bleiben im Theater am Küchengarten in Hannover Premiere, dem sich zahlreiche weitere Soloprogramme anschlossen. Zu besonderen Gelegenheiten tritt Wefel seit 2012 mit dem Gitarristen und Sänger der Blues Company, Todor „Toscho“ Todorovic, in der satirischen Rock-/Poprevue „Bekannt aus Funk & Fernsehen!“ auf.
Wefel veranstaltet seit 2006 mehrere Male pro Jahr im Osnabrücker Kulturzentrum Lagerhalle den Osnabrücker Heimatabend. Thematisch diskutiert er mit Politikern, Sportlern, Wissenschaftlern und weiteren Gästen stadtspezifische Themen. Gäste waren unter anderem der Oberbürgermeister Wolfgang Griesert, der niedersächsische Innenminister Boris Pistorius, der Generalsekretär der Bundesumweltstiftung Fritz Brickwedde sowie (ehemalige) Aktive des VfL Osnabrück. Dazu zählten unter anderem Ansgar Brinkmann, Stefan Wessels, Thomas Reichenberger, Dirk Rasch, Christian Kröger, Hermann Queckenstedt und Manager Lothar Gans. Helmut Niekamp und Wilfried Witte vom Medium-Terzett und der mehrfache Tanzweltmeister Michael Hull zählten ebenfalls zu den Gästen. Unter dem Motto „Osnabrücker Heimatabend präsentiert …“ erschienen unter Wefels Regie auch CDs und Bücher als Selbstpublikationen unter dem Label „VIH Verlag Internationaler Heimatabend“.
2013 kandidierte er als Parteiloser für das Amt des Oberbürgermeisters der Stadt Osnabrück. Mit dem Slogan Nur die Zukunft ist gewiss!, dem Titel seines damaligen Kabarettprogramm, erreichte Wefel trotz eines „0-Cent-Wahlkampfes“ 2.153 Stimmen (2,5 %) und konnte sich damit vor dem FDP-Kandidaten (2,2 %) platzieren.
Von Juni 2019 bis Dezember 2020 schrieb Wefel für das Osnabrücker Online-Magazin Hasepost Kolumnen und berichtete über die Spiele des VfL Osnabrück. Im Januar 2021 gründete er mit befreundeten Journalistinnen und Journalisten das Online-Magazin Osnabrücker Rundschau.
Kalla Wefel lebt seit 2002 wieder in Osnabrück und wurde am 12. September 2021 als Spitzenkandidat von Die PARTEI in den Osnabrücker Stadtrat gewählt. Am 27. September 2022 gab er seinen Austritt aus der Partei bekannt und verbleibt nun als Parteiloser im Stadtrat.

## Auszeichnungen
- 1999: Kleinkunstpreis Reinheimer Satirelöwe in der Sparte „Solokabarett“.

## Kabarettprogramme

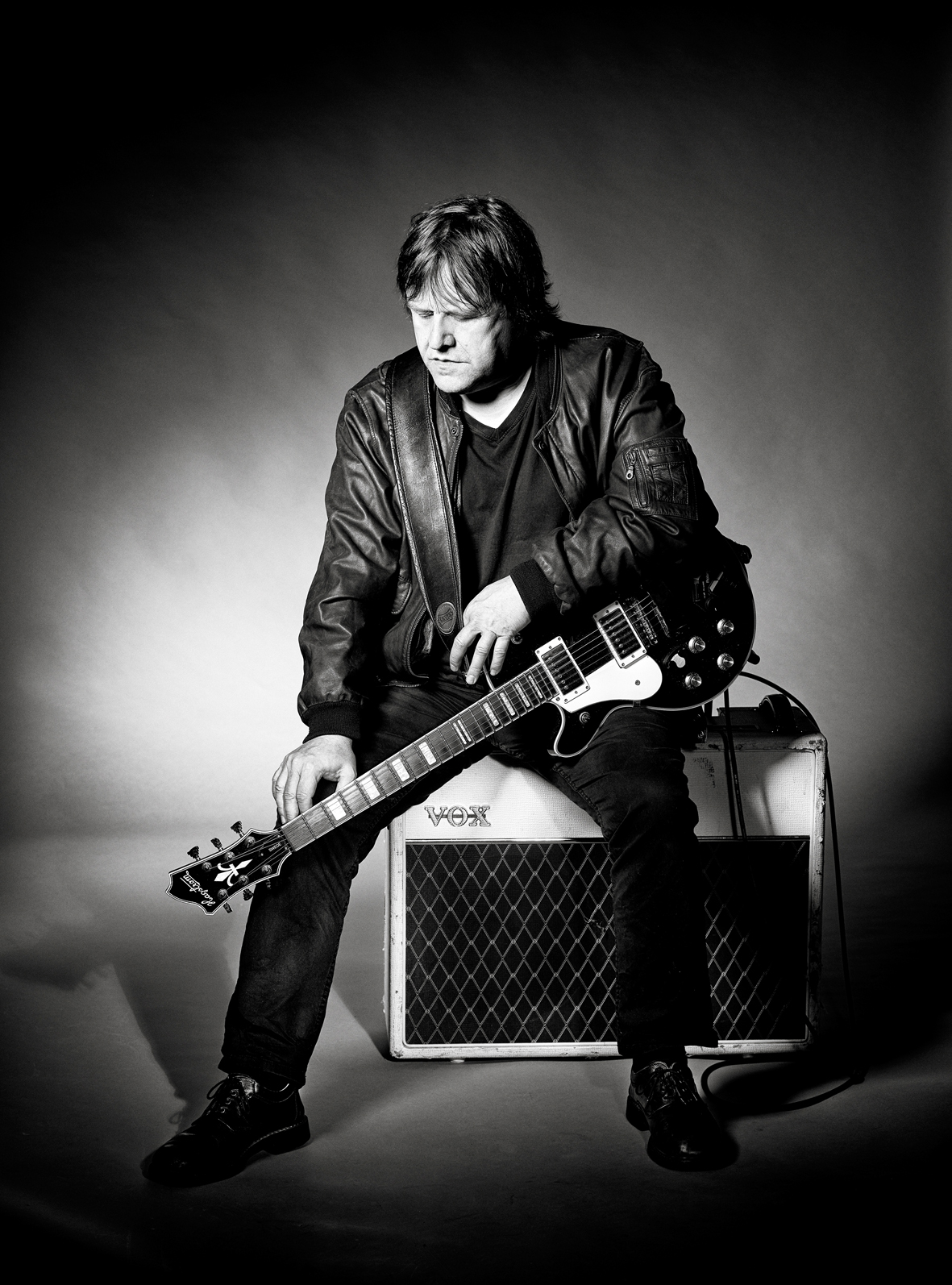
Kalla Wefel 2017 – Pressefoto zum Programm Am Anfang war die Musik!

### Spvg. Turn & Taxis
- 1989: Sind Sie frei? – mit dem Taxi zwischen Rock und Reeperbahn
- 1993: Jemand zugestiegen? – eine bahnbrechende Zugnummer mit weichenstellenden Entgleisungen

### Wefel & Todor „Toscho“ Todorovic
- 2012: Bekannt aus Funk und Fernsehen! – eine bunte Rock- & Poprevue

### Soloprogramme
- 1997: Immer locker bleiben!
- 2000: Ansichten eines Klons
- 2003: Klingelt´s endlich?
- 2006: Die Erschöpfungsgeschichte
- 2009: Wer nichts weiß, muss alles glauben!
- 2013: Nur die Zukunft ist gewiss!
- 2014: Die Erschöpfungsgeschichte – Teil 2
- 2015: Motzen ist mein Yoga!
- 2018: Am Anfang war die Musik!
- 2021: Kär, Kär, Kär!

## Bibliographie

### Prosa
- Sind sie frei? Mit dem Taxi zwischen Rock und Reeperbahn. Metta-Kinau-Verlag, Hamburg 1987. ISBN 978-3-920641-68-3;

Neuausgabe: Sind sie frei? Mit dem Taxi zwischen Rock und Reeperbahn. Version 4.0 – XXXL reloaded. VIH Verlag Internationaler Heimatabend, Osnabrück 2018. ISBN 978-1-71776-202-3.
- Nur die Zukunft ist gewiss! Satirische Science-Fiction-Stories. Books on Demand, Norderstedt 2015. ISBN 978-3-7347-4034-3
- Gott hat mich geliket, weil ich ihn zu spät blockiert habe. Books on Demand, Norderstedt 2017. ISBN 978-3-7431-1731-0
- Motzen ist mein Yoga. Independently published, Osnabrück 2018. ISBN 978-1-71980-909-2.
- Kallas Kolumnen: Satire ist Notwehr! Independently published, Osnabrück 2019. ISBN 978-1-67261-868-7.

### Sachbücher
- Kär, Kär, Kär! – Osnabrücker Möchtegern-Wörterbuch. Zus. mit  Heiko Schulze. Geest-Verlag, Vechta 2012. ISBN 978-3-86685-384-3.

Aktualisierte und erweiterte Neuausgabe: Kär, Kär, Kär! – Das neue Osnabrücker Möchtegernwörterbuch XXL. Independently published, 2017. ISBN 978-1-09-978767-6.
- 111 Gründe, den VfL Osnabrück zu lieben – eine Liebeserklärung an den großartigsten Fußballverein der Welt. Zus. mit Peter von Koss. Schwarzkopf & Schwarzkopf, Berlin 2016. ISBN 978-3-86265-556-4.
- Mein VAU-EFF-ELL! Ein VfL-Lesebuch. Independently published, 2017. ISBN 978-1-5207-3678-5.
- Das VfL-Jahrbuch 2019/20: Reportagen, Halbzeitgedanken, Hintergrundberichte, Fankommentare, Kolumnen. Independently published, 2020. ISBN 979-8-6734-1910-6.
- VfL Osnabrück – Fußballfibel – Bibliothek des deutschen Fußballs. Zus. mit Heiko Schulze. CULTURCONmedien, Berlin 2022. ISBN 978-3-7308-1750-6.

### (Mit-)Herausgeberschaften
- Kalla Wefels Heimatabend präsentiert: Osnabrück – Heimatstadt zwischen Alma Ata und Rio. Zus. mit Heiko Schulze, Alfred Büngen. Geest-Verlag, Vechta-Langförden 2011 (2. Aufl., 2012). ISBN 978-3-86685-333-1.
- Kalla Wefels Heimatabend präsentiert: Osnabrück – Heimatstadt zwischen Quakenbrück und Kattenvenne – ein Lesebuch von Osnabrückern für Osnabrücker. Zus. mit Heiko Schulze, Alfred Büngen. Geest-Verlag, Vechta 2012. ISBN 978-3-86685-385-0.

### Übersetzungen
- Kathryn Harvey alias Barbara Wood: Butterfly. Roman. Schneekluth, München 1990 ISBN 3-7951-1149-8;

Neuausgabe: Fischer-Taschenbuch-Verlag, Frankfurt a. M. 2009. ISBN 978-3-596-51096-2.
- Tom Holt: Wer hat Angst vor Beowulf?. Roman. Heyne Verlag, München 1993. ISBN 3-453-06586-7.
- Tom Holt: Der fliegende Holländer. Roman. Heyne, München 1993. ISBN 3-453-07243-X.
- Tom Holt: Der Garten hinter der Mauer. Roman. Heyne, München 1994. ISBN 3-453-07800-4.
- Tom Holt: Wenn die Zeit aber nun ein Loch hat .... Roman. Heyne, München 1995. ISBN 3-453-08531-0.
- Tom Holt: Liebling der Götter. Roman. Heyne, München 1995. ISBN 3-453-08002-5.
- Tom Holt: Im Himmel ist die Hölle los. Roman. Heyne, München 1995. ISBN 3-453-08540-X.
- Tom Holt: Der Ziegenchor. Roman. Heyne, München 1995. ISBN 3-453-07793-8.
- Tom Holt: Snottys Gral. Roman. Heyne, München 1996. ISBN 3-453-10972-4.
- Tom Holt: Faust und Konsorten. Roman. Heyne, München 1996. ISBN 3-453-09487-5.
- Tom Holt: Richards Blockbusters – von Leben und Leiden der unsterblichen Helden von Bayreuth. Zwei Romane in einem Band. Heyne, München 1997. ISBN 3-453-12232-1.
- Tom Holt: Auch Götter sind nur Menschen. Roman. Heyne, München 1997. ISBN 3-453-11935-5.

- James White: Die Föderation. Science Fiction. Heyne, München 1991. ISBN 3-453-05013-4.
- James White: Hospital Station – Orbit-Hospital. Bd. 1. Science Fiction. Heyne, München 1993. ISBN 3-453-06219-1.
- James White: Star-Chirurg – Orbit-Hospital. Bd. 2. Science Fiction. Heyne, München 1993. ISBN 3-453-06220-5.
- James White: Großoperation – Orbit-Hospital. Bd. 3. Science Fiction. Heyne, München 1993. ISBN 3-453-06219-1.
- James White: Ambulanzschiff – Orbit-Hospital. Bd. 4. Science Fiction. Heyne, München 1993. ISBN 3-453-06222-1.
- James White: Sector General – Orbit-Hospital. Bd. 5. Science Fiction. Heyne, München 1993. ISBN 3-453-06598-0.
- James White: Notfall Code Blau – Orbit-Hospital. Bd. 6. Science Fiction. Heyne, München 1994. ISBN 3-453-07766-0.
- James White: Der Wunderheiler – Orbit-Hospital. Bd. 7. Science Fiction. Heyne, München 1995. ISBN 3-453-07969-8.
- James White: Radikaloperation – Orbit-Hospital. Bd. 8. Science Fiction. Heyne, München 1996. ISBN 3-453-09462-X.
- James White: Chef de Cuisine – Orbit-Hospital. Bd. 9. Science Fiction. Heyne, München 1997. ISBN 3-453-12636-X.
- James White: Die letzte Diagnose – Orbit-Hospital. Bd. 10. Science Fiction. Heyne, München 1999. ISBN 3-453-13336-6.

## Diskographie (Auswahl)
- 1976: Uhrsprung – LP – Trikont, München (Oktober)
- 1977: Pariser Kommune – Doppel-LP – Antagon, Hamburg (Oktober)
- 1978: Alle Türen offen – LP – Antagon, Hamburg (Oktober & Schmetterlinge (Österreich))
- 1979: Himmel auf Erden – LP – Eigelstein, Köln (Oktober)
- 1981: Utopia/Auenland – Single – AL-Records, Hamburg
- 1981: Lola/Im Himmel ist die Hölle los – Single – AL-Records, Hamburg
- 1981: Uns Udo – Sampler – Teldec, Hamburg
- 1982: Hallo, Vater!/Schienenpfleger – Single – Teldec, Hamburg (Clinch)
- 1982: Gefühlsalarm – LP – Teldec, Hamburg (Clinch)
- 1987: Wagen 58/Sumpffieber – Single – P.P.S., Hamburg (Spvg. Turn & Taxis)
- 1992: Die Natur schlägt zurück – CD – P.P.S., Hamburg (Spvg. Turn & Taxis)
- 1994: Sind Sie frei? – Video – Heller Productions (Spvg. Turn & Taxis)
- 2005: Die Erschöpfungsgeschichte – Doppel-CD – Jump Up Records
- 2005: Viva Maria! – Maxi-CD – Jump Up Records

### Als Produzent und mitwirkender Solist
- 2010: Wir sind der VfL – der VfL ist Osnabrück – Benefiz-CD für terre des hommes